# Demodioides transversevittata
Demodioides transversevittata là một loài bọ cánh cứng trong họ Cerambycidae.